# Championnats panaméricains de cyclisme sur route de 2019
Navigation
2018 2021
Les Championnats panaméricains de cyclisme sur route sont les championnats continentaux annuels de cyclisme sur route pour les pays membres de la Confédération panaméricaine de cyclisme. Ils sont organisés conjointement par la COPACI et la Fédération mexicaine de cyclisme.
Initialement prévus à Zacatecas, les championnats se déroulent du 1er au 5 mai 2019, dans l'État d'Hidalgo au Mexique.

## Podiums
| Épreuves                                | Or                  | Argent              | Bronze             |
| --------------------------------------- | ------------------- | ------------------- | ------------------ |
| Compétitions masculines élite           |                     |                     |                    |
| Course en ligne                         | Jefferson Cepeda    | Alexis Camacho      | Segundo Navarrete  |
| Contre-la-montre                        | Brandon Rivera      | José Luis Rodríguez | Ignacio Prado      |
| Compétitions masculines moins de 23 ans |                     |                     |                    |
| Course en ligne                         | Santiago Montenegro | Julián Molano       | Jefferson Cepeda   |
| Contre-la-montre                        | Diego Ferreyra      | Benjamín Quinteros  | Luis López Nolasco |
| Compétitions féminines élites           |                     |                     |                    |
| Course en ligne                         | Ariadna Gutiérrez   | Denisse Ahumada     | Teniel Campbell    |
| Contre-la-montre                        | Leah Thomas         | Amber Neben         | Constanza Paredes  |
| Compétitions féminines moins de 23 ans  |                     |                     |                    |
| Course en ligne                         | Teniel Campbell     | Paula Patiño        | Daniela Atehortúa  |
| Contre-la-montre                        | Teniel Campbell     | Jeniffer Morales    | Jeydy Pradera      |

## Déroulement des championnats

### 3 mai: la course en ligne féminine
À 15 heures, un peloton de 49 compétitrices se disputent la 25e édition de la course en ligne féminine. Le circuit est tracé dans le secteur de la Ciudad del Conocimiento, dans la municipalité de Pachuca. Long de 14,8 km et tracé sur une même avenue avec une première partie en montée et la seconde en faux plat descendant, il est à accomplir six fois pour un total de 88,2 km.
La sélection mexicaine, dirigée par David Plaza, prend la direction de la course dès le premier tour, imposant un rythme effréné émiettant le peloton. D'ailleurs, dix-sept concurrentes ne finiront pas l'épreuve. Même si l'équipe locale compte dans ses rangs des coureuses cyclistes expérimentées telles que Yareli Salazar ou Brenda Santoyo, c'est l'ancienne vététiste Ariadna Gutiérrez (professionnelle dans l'équipe Swapit Agolico) qui part en échappée à deux tours de l'arrivée. Dans un premier temps, l'écart avec le groupe des favorites, comprenant une vingtaine d'unités, ne dépasse pas la minute. Cependant, l'atermoiement des autres délégations présentes permet à Gutiérrez d'augmenter son avance et même de couronner de succès sa fugue. Elle devient la deuxième Mexicaine à remporter cette compétition (après Belem Guerrero en 2002). La cycliste chilienne, du club cycliste Chacabuco et récente championne nationale, Denisse Ahumada s'octroie la médaille d'argent. Partie en solitaire à cinq kilomètres du but, elle la franchit avec un retard de 1 min 37 s. À 2 min 38 s, sept participantes se disputent les dernières médailles en jeu, tant chez les Élites que chez les Espoirs. La Trinidadienne Teniel Campbell, de 21 ans, (membre de Centre mondial du cyclisme) remporte le sprint. Elle s'adjuge ainsi la médaille de bronze Élite et le titre chez les moins de 23 ans. Arlenis Sierra (Astana Women's) échoue à la quatrième place. La Cubaine est immédiatement suivie par trois des quatre sélectionnées colombiennes. Paula Patiño (Movistar) et Daniela Atehortúa (Avinal - Carmen de Viboral), obtiennent les médailles d'argent et de bronze dans leur catégorie, tandis que la professionnelle bogotanaise Liliana Moreno (Astana Women's), termine au septième rang.
La tenante du titre et triple vainqueur de la compétition, Arlenis Sierra met sur le compte de l'altitude (le circuit se déroule à 2 400 m d'altitude), de la pénibilité du parcours et de la tactique des Mexicaines, l'échec de la délégation cubaine. Dans le groupe de vingt, Sierra n'était accompagnée que par la seule Yumari González mais celle-ci, peu à l'aise sur un circuit aussi accidenté, l'a laissée à deux tours de l'arrivée face aux autres sélections. Arlenis n'a pu s'opposer à toutes les attaques des amphitryons puis des Chiliennes et termine par se faire surprendre par Teniel Campbell, lors de l'emballage final,.

### 4 mai: la course en ligne Espoir masculin
Cinquante concurrents, représentant dix-huit délégations, se disputent le titre sur le même circuit que les féminines la veille. Développant toujours 14,8 km, ils ont à l'effectuer neuf fois pour un total de 132,3 km. 
La compétition s'est déroulée sur un rythme échevelé avec des attaques incessantes et ce dès le départ. Cinq délégations prennent la course en main : Chili, Colombie, Costa Rica, Équateur et Mexique. Seul le Hondurien Luis López Nolasco peut se joindre à eux. À mi-course, les Ticos et le Catracho doivent laisser les quatre autres sélections se disputer le titre. Peu à peu, les Équatoriens, dirigés sur cette course par Santiago Rosero, directeur sportif de l'équipe continentale Movistar Team Ecuador, prennent l'ascendant. Ils se montrent les plus forts collectivement, aidés par leur participation à différentes compétitions hors d'Équateur depuis janvier et notamment au Tour de l'Espoir, épreuve disputée au Cameroun et faisant partie de l'UCI Coupe des Nations U23 2019. Les Équatoriens et les Colombiens restent majoritaires en tête, les Chiliens sont représentés par José Autrán (de la formation continentale Start Team Gusto) et le Mexique par deux coureurs hidalguenses Leonel Palma (de l'équipe Canel’s) et Fernando Islas (de l'équipe continentale américaine Aevolo Cycling) qui jouent à domicile. Dans les dix derniers kilomètres un groupe d'une dizaine d'hommes se forme. Un long sprint détermine le podium. Déjà troisième du Tour de l'Espoir, l'Équatorien Santiago Montenegro s'adjuge le titre. Il devance le Colombien Julián Molano, médaillé d'argent et son compatriote Jefferson Cepeda, laissant au pied du podium le local Fernando Islas.

## Tableau des médailles
| Rang  | Nation            | Or | Argent | Bronze | Total |
| ----- | ----------------- | -- | ------ | ------ | ----- |
| 1     | Équateur          | 2  | 1      | 2      | 5     |
| 2     | Trinité-et-Tobago | 2  | 0      | 1      | 3     |
| 3     | Colombie          | 1  | 3      | 1      | 5     |
| 4     | Chili             | 1  | 2      | 1      | 4     |
| 5     | États-Unis        | 1  | 1      | 0      | 2     |
| 6     | Mexique           | 1  | 0      | 1      | 2     |
| 7     | Costa Rica        | 0  | 1      | 0      | 1     |
| 8     | Cuba              | 0  | 0      | 1      | 1     |
| 9     | Honduras          | 0  | 0      | 1      | 1     |
| Total | Total             | 8  | 8      | 8      | 14    |